# Zərdab Rayonu
Zərdab Rayonu (ryska: Зардобский Район) är ett distrikt i Azerbajdzjan. Det ligger i den centrala delen av landet, 180 km väster om huvudstaden Baku. Antalet invånare är 51 800. Arean är 856 kvadratkilometer.
Terrängen i Zərdab Rayonu är mycket platt.
Följande samhällen finns i Zərdab Rayonu:
- Zardob
- Çallı
- Gəlmə
- Mamedkasymly
- Qoruqbağı
- Pichakhchy
- Şahhüseynli
- Gedekkobu
- Dali-Kushchu
- İsaqbağı
- Birinci Alıcanlı
- Əlvənd
- Begimli
- Otmanoba
- Sarıqaya
- Lyalyaagadzhy
- Agabagy
- Hüseynxanlı
- Shykhbagy
- İkinci Alıcanlı
- Cilovxanlı
- Nazarally

Trakten runt Zərdab Rayonu består till största delen av jordbruksmark. Runt Zərdab Rayonu är det ganska tätbefolkat, med 56 invånare per kvadratkilometer.